# Rémi Ochlik
Rémi Ochlik (Thionville, 16 de outubro de 1983 – Homs, 22 de fevereiro de 2012) foi um fotojornalista francês.
Trabalhava com fotografias de regiões de conflitos, e foi morto na Síria durante a Primavera Árabe.